# 그랑 생베르나르 호수
그랑 셍베르나르 호수(프랑스어: Lac du Grand St-Bernard, 이탈리아어: Lago del Gran San Bernardo)는 그랑 생베르나르 고개의 남서쪽에 위치한 페나인 알프스의 산악 호수이다. 스위스 발레주와 이탈리아 아오스타 계곡 지역로 나누어져 있지만, 알프스 남쪽 도라 발테아 분지 내에 있다.
호수는 해발 2,447m 높이에 위치하며, 최대 길이는 350m이다.